# Татариновский сельский округ
Татариновский сельский округ — упразднённая административно-территориальная единица, существовавшая на территории Ступинского района Московской области в 1994—2006 годах.
Рудинский сельсовет был образован в первые годы советской власти. По данным 1921 года он входил в состав Михневской волости Серпуховского уезда Московской губернии.
В 1923 году к Рудинскому с/с был присоединён Ильинский с/с. Позднее он был выделен обратно, но в 1926 году вновь присоединён к Рудинскому с/с.
В 1926 году Рудинский с/с включал сёла Ильинское, Рудины и Татариново, а также лесная сторожка.
В 1929 году Рудинский с/с был отнесён к Михневскому району Серпуховского округа Московской области. При этом он был переименован в Татариновский сельсовет.
21 августа 1936 года к Татариновскому с/с были присоединены селения Большое Каверино, Кунавино и Марьино упразднённого Больше-Каверинского с/с.
17 июля 1939 года из Татариновского с/с в Вельяминовский было передано селение Юрьевка.
15 апреля 1959 года из Кузьминского с/с в Татариновский были переданы селения Кишкино, Константиновское, Леньково и Проскурниково.
3 июня 1959 года Михневский район был упразднён и Татариновский с/с вошёл в Подольский район.
2 июля 1959 года Татариновский с/с был передан в Ступинский район.
28 ноября 1960 года из Татариновского с/с в Лобановский с/с Подольского района были переданы посёлки опытной базы института картофелеводства и дома отдыха «Барбыино».
1 февраля 1963 года Ступинский район был упразднён и Татариновский с/с вошёл в Ступинский сельский район. 11 января 1965 года Татариновский с/с был возвращён в восстановленный Ступинский район.
3 февраля 1994 года Татариновский с/с был преобразован в Татариновский сельский округ.
В ходе муниципальной реформы 2004—2005 годов Татариновский сельский округ прекратил своё существование как муниципальная единица. При этом все его населённые пункты были переданы в городское поселение Михнево.
29 ноября 2006 года Татариновский сельский округ исключён из учётных данных административно-территориальных и территориальных единиц Московской области.